# Saint-Vincent-du-Plâtre
Ancienne commune de l'Isère, la commune de Saint-Vincent-du-Plâtre a été supprimée en 1801, au profit de quatre nouvelles communes qui sont créées sur son territoire :
- Cornillon-près-Fontanil, fusionnée en 1818 avec Fontanil pour devenir Fontanil-Cornillon
- Fontanil, fusionnée en 1818 avec Cornillon-près-Fontanil pour devenir Fontanil-Cornillon
- Mont-Saint-Martin
- Voreppe